# Zizhou Zhishen
Zizhou Zhishen (chiń. 淄州智詵 Zīzhōu Zhìshēn; kor. 치주지선 Ch’iju Chisŏn; jap. Shishū Chishin; ur. 609, zm. 702) – mistrz chan ze szkoły jingzhong. Znany także jako Zhixian.

## Życiorys
Pochodził z prefektury Runan w prowincji Henan. Gdy jego dziadek otrzymał stanowisko w Shu w Syczuanie, przeniósł się tam razem z nim. Już w wieku 10 lat był mocno związany z buddyzmem, nie jadł ostrego jedzenia, zachowywał się według najwyższych standardów i nie angażował się w dziecięce zabawy. W wieku 13 lat opuścił rodzinę i wszedł na drogę buddyjską. Jego pierwszym nauczycielem według biografii zapisanej w Lidai fabao ji był mistrz Dharmy Xuanzang (602–664).
Kiedy usłyszał o mistrzu Hongrenie nauczającym na górze Shuangfeng, porzucił wszelkie święte pisma buddyjskie i traktaty i został uczniem Hongrena.
Po ukończeniu praktyki udał się do klasztoru Dechun w Zizhou i prowadził tam nauczanie chanu dla wielu ludzi.
7 miesiąca drugiego roku okresu wansui tongtian, czyli w roku 697, cesarzowa Wu Zetian posłała Zhanga Changqi, kierownika Ministerstwa Pracowników do Dechun si z zaproszeniem dla mistrza. Zhishen przyjął zaproszenie i udał się do Zachodniej Stolicy, gdzie cesarzowa Wu Zetian wręczyła mu patriarchalną szatę, którą otrzymała od Szóstego Patriarchy Huinenga. Na dworze cesarskim Zhishen musiał się w dodatku zmierzyć z hinduskim mistrzem Trepitaką na magiczne moce, który to pojedynek wygrał Zhishen. Po pewnym czasie jednak poprosił o zezwolenie na powrót do klasztoru ze względu na zły stan zdrowia.
6 miesiąca drugiego roku okresu chang’an, czyli w roku 702, powiedział do swojego ucznia Chuji „Podtrzymaj mnie”. Następnie wręczył mu szatę weryfikacyjną mówiąc: „Ta szata jest kaśają przekazywaną przez patriarchalnego mistrza Bodhidharmę. Zetian przekazała ją mnie, a teraz ja przekazuje ją tobie. Musisz chronić siebie dobrze”.
Wieczorem szóstego dnia siódmego miesiąca tego roku mistrz zmarł nagle w pozycji siedzącej. Miał 94 lata.

## Prace literackie
- Xurong guan (Kontemplacja nad zjednoczeniem z pustką)
- Yuanqi (Współzależne powstawanie)
- Baruoxin shu (Komentarz do „Sutry Serca”)

## Linia przekazu Dharmy zen
Pierwsza liczba oznacza liczbę pokoleń mistrzów od 1 Patriarchy indyjskiego Mahakaśjapy.
Druga liczba oznacza liczbę pokoleń od 28/1 Bodhidharmy, 28 Patriarchy Indii i 1 Patriarchy Chin.
Trzecia liczba oznacza początek nowej linii przekazu w danym kraju.
- 28/1. Bodhidharma (zm. 543?)
  - 29/2. Sengfu pierwszy uczeń Bodhidharmy
  - 29/2. Daoyu
  - 29/2. Zongchi (Dharani) (mniszka)
  - 29/2. Dazu Huike (487–594)
    - 30/3. Baoyue mistrz chan
    - 30/3. Sengna (bd)
    - 30/3. Xiang (bd) świecki
    - 30/3. Huiman
      - 31/4/1. Dōshō (628–670) wprowadził zen do Japonii (linia przekazu nie przetrwała)

    - 30/3. Huaxian świecki
    - 30/3. Jianzhi Sengcan (zm. 606)
      - 31/4/1. Vinītaruci (zm. 594) przeniósł nauki chan do Wietnamu; szkoła vinītaruci
      - 31/4. Dayi Daoxin (579–651)
        - 32/5. Huangmei Lang mistrz chan
        - 32/5. Jingzhou Faxian
        - 32/5. Shuzhou Fazang
        - 32/5. Fajing
        - 32/5. Niutou Farong (594–657) szkoła niutou
        - 32/5/1. Pŏmnang Korea – wprowadzenie chanu (kor. sŏn)
        - 32/5. Daman Hongren (601–674)
          - 33/6. Yuquan Shenxiu (606–706)(także Datong) północna szkoła chan.
          - 33/6. Zizhou Zhishen (609–702) szkoła Jingzhong
            - 34/7. Zizhou Chuji (669–736)
              - 35/8. Chengyuan (712–802)
                - 36/9. Fazhao (zm. 820?)

              - 35/8. Jingzhong Wuxiang (684–762) koreański mistrz chan Kim Musang działający w Chinach. Szkoła jingzhong
                - 36/9. Jingzhong Shenhui (720–794)
                - 36/9. Baotang Wuzhu (714–774) szkoła baotang

          - 33/6. Lao’an Hui’an[5] (580–707) szkoła laomu an heshang
          - 33/6. Daoming (bd) (także Huiming)
          - 33/6. Dajian Huineng (638–713)